# نيكي كوجل
نيكي كوجل (بالإنجليزية: Nikki Coghill)‏ هي ممثلة أسترالية، ولدت في 4 يناير 1964 في ملبورن في أستراليا.

## وصلات خارجية
- نيكي كوجل على موقع IMDb (الإنجليزية)
- نيكي كوجل على موقع قاعدة بيانات الفيلم (الإنجليزية)